# Moresby (Cumbria)
Moresby è una parrocchia civile della Cumbria, Inghilterra.

## Etimologia
Il nome significa "Villaggio di (San) Maurizio" composta da "Mores-" (contrazione di "Maurizio" ) e dal norreno: "-by" (it.: villaggio).